# Chara albosignata
Chara albosignata là một loài bướm đêm trong họ Noctuidae.